# Аль-Окейди, Абдул Джаббар
Абдул Джаббар Аль-Окейди (араб. عبد الجبار العكيدي‎) — сирийский повстанческий лидер, представитель «умеренной оппозиции», командир Сирийской свободной армии в Алеппо, полковник. На начало конфликта служил в армии Башара Асада, но затем поднял мятеж и перешёл в оппозицию. По его собственному заявлению, в Алеппо под его началом сражалось 17 тыс. бойцов. В августе 2012 года заявлял, что его бойцы контролируют 60 % Алеппо. В 2013 году отказался от руководства сирийской оппозицией. В 2014 году заявлял Би-Би-Си, что его бойцы поддерживают курдов в борьбе с ИГИЛ. В 2016 году выступил с критикой США, которые, по его мнению, поддержали ИГИЛ.